# Zeche Hoffnungsthal
Die Zeche Hoffnungsthal war ein Steinkohlenbergwerk in Hattingen-Bredenscheid.

## Bergwerksgeschichte
Die Verleihung des Grubenfeldes erfolgte 1851. Schon 1853 wurde ein Stollen angelegt. Allerdings wurde in den ersten zwei Jahrzehnten nach der Verleihung nur wenig Kohle gefördert. 1889 ging die Zeche vom Stollen- zum Tiefbau über. 1890 wurde mit 40 Beschäftigten eine Jahresförderung von etwa 4.600 Tonnen erreicht. 1893 waren bereits zwei Schächte in Betrieb; 1895 erreichte die Förderung über 15.000 Tonnen mit 86 Beschäftigten. 1899 konsolidierte die Gewerkschaft Hoffnungsthal mit mehreren Bergwerken (unter anderem Zeche Wodan, Zeche Rabe und Zeche Johannessegen). 1901 ging der Schacht Hoffnungsthal 2 in Betrieb. Zu Beginn des 20. Jahrhunderts wurden die alten Stollen abgeworfen. 1925 wurde die Zeche schließlich stillgelegt. Zuletzt belief sich die Förderung auf etwa 50.000 Tonnen.